# 喜運英豪
喜運英豪是日本現役純種競賽馬匹 。目前主要成績有2022年菊花賞和有馬紀念亞軍、以及2023年阪神大賞典亞軍等。

## 血統表
| 父線：Roberto系（Hail to Reason系）                                |                                |                             |                |
| 種馬 銀幕英雄 2004年（栗色）                                       | 草上飛 1995年（栗色）          | Silver Hawk 1979年（棗色）  | 雷弼圖         |
| 種馬 銀幕英雄 2004年（栗色）                                       | 草上飛 1995年（栗色）          | Silver Hawk 1979年（棗色）  | Gris Vitesse   |
| 種馬 銀幕英雄 2004年（栗色）                                       | 草上飛 1995年（栗色）          | Ameriflora 1989年（棗色）   | 單色           |
| 種馬 銀幕英雄 2004年（栗色）                                       | 草上飛 1995年（栗色）          | Ameriflora 1989年（棗色）   | Graceful Touch |
| 種馬 銀幕英雄 2004年（栗色）                                       | Running Heroine 1993年（棗色） | 週日寧靜 1986年（棕色）     | Halo           |
| 種馬 銀幕英雄 2004年（栗色）                                       | Running Heroine 1993年（棗色） | 週日寧靜 1986年（棕色）     | Wishing Well   |
| 種馬 銀幕英雄 2004年（栗色）                                       | Running Heroine 1993年（棗色） | Dyna Actress 1993年（棗色） | 北方風味       |
| 種馬 銀幕英雄 2004年（栗色）                                       | Running Heroine 1993年（棗色） | Dyna Actress 1993年（棗色） | Model Sport    |
| 繁殖雌馬 Boldogsag 2009年（灰色）                                  | Layman 2002年（栗色）          | 週日寧靜 1986年（棕色）     | Halo           |
| 繁殖雌馬 Boldogsag 2009年（灰色）                                  | Layman 2002年（栗色）          | 週日寧靜 1986年（棕色）     | Wishing Well   |
| 繁殖雌馬 Boldogsag 2009年（灰色）                                  | Layman 2002年（栗色）          | Laiyl 1996年（灰色）        | Nureyev        |
| 繁殖雌馬 Boldogsag 2009年（灰色）                                  | Layman 2002年（栗色）          | Laiyl 1996年（灰色）        | Alydaress      |
| 繁殖雌馬 Boldogsag 2009年（灰色）                                  | Belga Wood 1996年（灰色）      | Woodman 1983年（栗色）      | 淘金者         |
| 繁殖雌馬 Boldogsag 2009年（灰色）                                  | Belga Wood 1996年（灰色）      | Woodman 1983年（栗色）      | Playmate       |
| 繁殖雌馬 Boldogsag 2009年（灰色）                                  | Belga Wood 1996年（灰色）      | Madame Belga 1990年（灰色） | Al Nasr        |
| 繁殖雌馬 Boldogsag 2009年（灰色）                                  | Belga Wood 1996年（灰色）      | Madame Belga 1990年（灰色） | Belga          |
| 雌系：Boldogsag系（號族：16-b）                                    |                                |                             |                |
| 五代內近親交配：週日寧靜 3×3、Hail to Reason 5×5×5、北地舞人 5×5×5 |                                |                             |                |

## 命名由來
名字Boldog Hos（ボルドグフーシュ）在匈牙利語中，意思是「快樂的英雄」，香港取其意思，翻譯為「喜運英豪」。

## 外部連結
- 喜運英豪 netkeiba.com
- 血統表